# Botenguedho
Botenguedho är en ort i Mexiko.   Den ligger i kommunen Ixmiquilpan och delstaten Hidalgo, i den sydöstra delen av landet, 120 km norr om huvudstaden Mexico City. Botenguedho ligger 1 740 meter över havet och antalet invånare är 405.
Terrängen runt Botenguedho är kuperad åt sydväst, men åt nordost är den platt. Runt Botenguedho är det ganska tätbefolkat, med 96 invånare per kvadratkilometer. Närmaste större samhälle är Ixmiquilpan, 2,3 km väster om Botenguedho. Trakten runt Botenguedho består till största delen av jordbruksmark.